# Caecidotea brevicauda
Caecidotea brevicauda is een pissebed uit de familie Asellidae. De wetenschappelijke naam van de soort is voor het eerst geldig gepubliceerd in 1876 door Forbes.